# Ippolito Spinola di Lerma
Ippolito Nicolò Spinola di Lerma (Genova, 5 febbraio 1778 – Torino, 19 luglio 1856) è stato un generale italiano, che ricoprì la carica di Gran ciambellano alla corte di re Carlo Alberto e fu insignito del Collare dell'Ordine supremo della Santissima Annunziata.

## Biografia
Nacque a Genova il 5 febbraio 1778, terzogenito del marchese Giovan Andrea (1748-1794) e della sua prima moglie, Maria Teresa Grimaldi.
Troppo giovane per partecipare alla vita politica della Repubblica di Genova, negli anni dell'occupazione francese non ricoprì alcun incarico, restando in disparte e dedicandosi alla pittura in cui dimostrò un certo talento. Il 24 febbraio 1803 sposò la signorina Giulia Bossi (morta il 21 maggio 1807), figlia del marchese Benigno Bossi (1731-1815) e della sua domestica Antonia Moneta. Dopo la prematura scomparsa della moglie, nel 1808 si risposò con Girolama Carrega, figlia del marchese Giovanni Battista Domenico, ed appartenente a una delle famiglie più importanti del patriziato genovese. Nell’aprile del 1814, dopo la caduta di Napoleone Bonaparte, lord William Bentinck, governatore inglese della città, lo nominò fra i deputati ai restaurati Consigli Minore e Maggiore. Come gran parte della nobiltà della Liguria di allora egli era propenso per l'antica repubblica. Tuttavia, quando Genova venne assegnata al Regno di Sardegna dal Congresso di Vienna, si adattò subito alla nuova situazione, ed in virtù del legame con il suocero Carrega, amico di re Vittorio Emanuele I e nel 1815 cavaliere dell'Ordine della Santissima Annunziata, entrò a far parte delle Guardie del Corpo del Re, assegnato alla neocostituta 4ª Compagnia ligure posta al comando di don Agostino Fieschi (1760-1829). cornetta nel 1815, luogotenente nel 1825 e ne assunse il comando nel gennaio del 1831. In tale occasione, re Carlo Felice gli conferì anche la Gran croce dell'Ordine dei Santi Maurizio e Lazzaro. Quando re Carlo Alberto unificò le quattro compagnie in una sola lo nominò suo capitano.
Nel corso degli anni Trenta, il sovrano gli affidò compiti di sempre maggior importanza. Il 7 gennaio 1832 gli conferì il Gran cordone dell'Ordine Mauriziano, e il 12 marzo 1835 lo elevò al rango di luogotenente generale inviandolo nel contempo in missione diplomatica a Vienna per portare i suoi omaggi al nuovo Imperatore Ferdinando I. Insignito della Croce di Cavaliere dell'Ordine della Corona ferrea, nel dicembre del 1840, il re gli conferì la carica di Gran Ciambellano, una delle tre principali cariche di Corte. Per la perfetta organizzazione delle feste per le nozze degli allora principi ereditari Vittorio Emanuele e Maria Adelaide d'Asburgo-Lorena, celebrate il 12 aprile 1842, re Carlo Alberto gli aveva conferì, il 27 marzo precedente, il Collare dell'Ordine della Santissima Annunziata.
La carica di Gran ciambellano gli comportava il gestire gli acquisti di opere d'arte sia per i palazzi reali, sia per la Galleria Sabauda, ed inoltre era anche Capo e primario direttore dell'Accademia reale di belle arti e si occupava della direzione del Teatro Regio. Nell'esercizio di tali funzioni promulgò il Regolamento per l’esatto servizio del Regio Teatro e per il buon ordine delle prove e delle rappresentazioni (Torino 1842) e nel 1847 le Discipline interne dell'Accademia Albertina.
La sua nomina e poi il suo operato, tuttavia, erano state accolte con forti perplessità dall'aristocrazia subalpina, soprattutto dai suoi settori più liberali. Costanza d'Azeglio scrisse della sua nomina il 19 dicembre 1840 tout le monde se scandalise et on en dit des horreurs. Il giudizio della marchesa poteva essere influenzato dai non buoni rapporti che il Gran ciambellano intratteneva con i suoi figli Roberto e Massimo. Essi si confrontarono spesso con il Gran ciambellano, quasi mai positivamente. Roberto si lamentava della ristrettezza dei fondi stanziati, che non gli consentivano di acquistare le opere dei maestri italiani necessarie alle collezioni, mentre Massimo per i ritardi nel pagamento delle opere realizzate per il re.
Chiusa definitivamente il 3 marzo 1849 la corte di Ancien Régime, la carica di Gran ciambellano fu abolita, ed egli si ritirò a vita privata. Fu nominato presidente emerito dell'Accademia Albertina, e si spense a Torino il 19 luglio 1856.
Dai suoi studi giovanili aveva ricavato una mai esaurita passione per la pittura. Stando Marcello Staglieno nelle sue Genealogie, egli si dilettava di dipingere e fare molti ritratti a parenti e amici. Nel 1843, partecipò alla Seconda esposizione di belle arti a Torino, con il dipinto Raffaello mentre esegue il ritratto di Giulio III e in quello stesso anno venne chiamato a far parte dell'Accademia di S. Luca, a Roma. Un suo autoritratto e ancora oggi conservato presso l'Accademia Albertina, mentre un ritratto, eseguito da Angelo Capisani, è esposto nella galleria dei Cavalieri dell'Annunziata del Castello di Agliè.

### Annotazioni
1. ↑  Vittorio Angius nella Gazzetta piemontese, 28 aprile 1845) lo descrisse così: artista distinto per li diligenti studi da lui fatti in corso regolare in rinomatissima scuola e per le belle prove del suo genio.

### Fonti
1. 1 2 3 4 5 6 7 8 9 10 11 12 13 14 15 16 17 18 19  https://www.treccani.it/enciclopedia/spinola-di-lerma-ippolito-nicolo_%28Dizionario-Biografico%29/.
2. 1 2  Vitale 1933, p. 438.
3. ↑  Sertorio 1967, p. 334.
4. ↑  Solaro della Margarita, p. 56.
5. ↑  Basso 1976, p. 242.
6. ↑  Biscarra 1873, p. 22.
7. ↑  Basso 1976, p. 680.
8. ↑  Costanza d'Azeglio 1996, p. 278.
9. ↑  Il liceo. Giornale di scienze e di letteratura, d’arti, di teatri e di mode, 10 giugno 1843.
10. ↑   Gazzetta piemontese, 1832,  p. 51. URL consultato il 12 marzo 2021.